# Oreodera tuberosa
Oreodera tuberosa là một loài bọ cánh cứng trong họ Cerambycidae.